# Universitatea din Tartu

Sigla universițății din Tartu

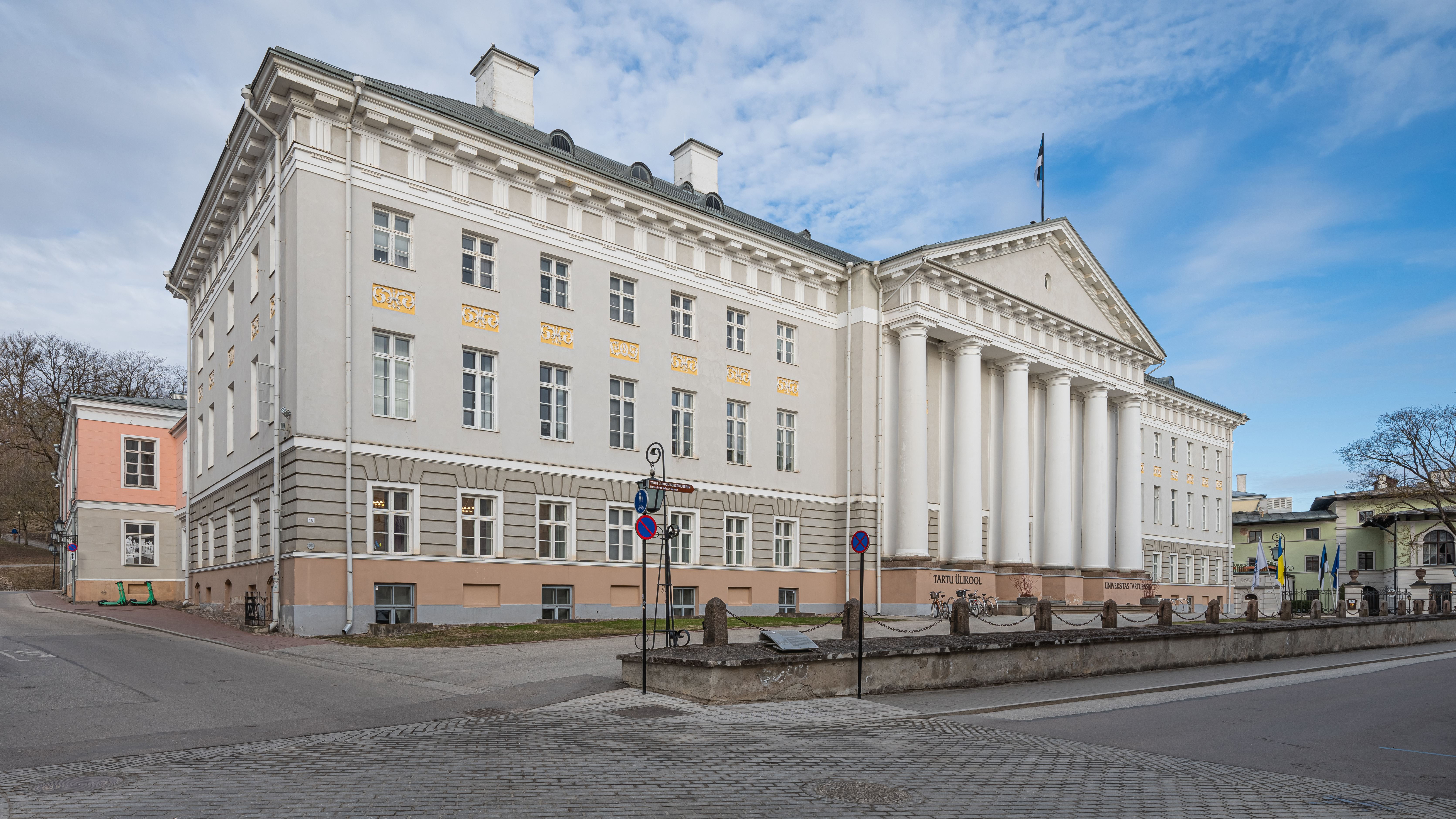

Universitatea din Tartu (în estonă Tartu Ülikool) este universitatea națională a Estoniei, situată în orașul Tartu. Universitatea din Tartu este singura universitate clasică din țară și de asemenea cea mai mare universitate și cea mai prestigioasă din Estonia. A fost stabilită de regele Gustav Adolf din Suedia în 1632. 
În universitate există aproape 14.000 de studenți, dintre care peste 1.300 de studenți străini. Limba de predare în cea mai mare parte a curriculei este estoniană, dar există și câteva excepții notabile care sunt predate în limba engleză, cum ar fi Semiotica, Știința Măsurărilor Aplicate, Informatica, Legea Tehnologiei Informației și Studiile Uniunii Europene - Rusia.
Clădirile istorice ale universității sunt incluse în lista de obiectelor a patrimoniului european drept "întruchiparea ideilor unei universități în epoca iluminismului".
Universitatea din Tartu este membră a Grupului Coimbra și a Rețelei Utrecht.

## Istoric
Universitatea a fost fondată în 1632 și a fost cunoscută istoric sub diferite nume, incluzând Academia Gustaviana, Kaiserliche Universität zu Dorpat (Universitatea Regală din Dorpat) și Universitatea Yuryev.

## Clădiri
Cele patru muzee ale universității, grădinile sale botanice și facilitățile sportive sunt, în general, deschise publicului larg. Universitatea dispune de aproximativ 150 de clădiri, dintre care 30 sunt în afara orașului Tartu. 31 de clădiri decorează orașul ca monumente de arhitectură. Cu toate acestea, reformele actuale includ încercări de a vinde sau de a avea co-sponsor de stat câteva dintre aceste clădiri și monumente, precum și facilități sportive, deoarece nu sunt văzute ca parte a misiunii universitare.

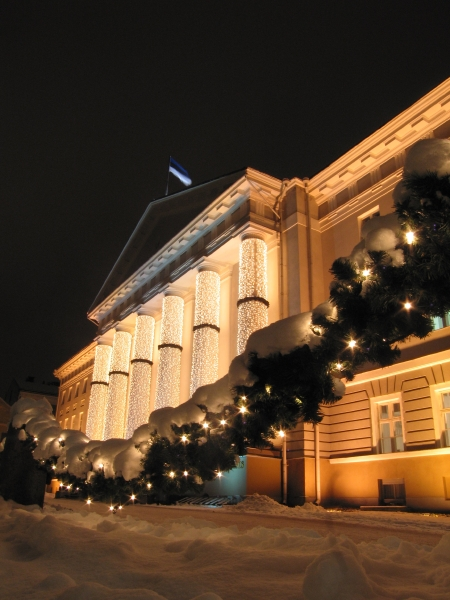
Clădirea principală a Universității Tartu (2006)
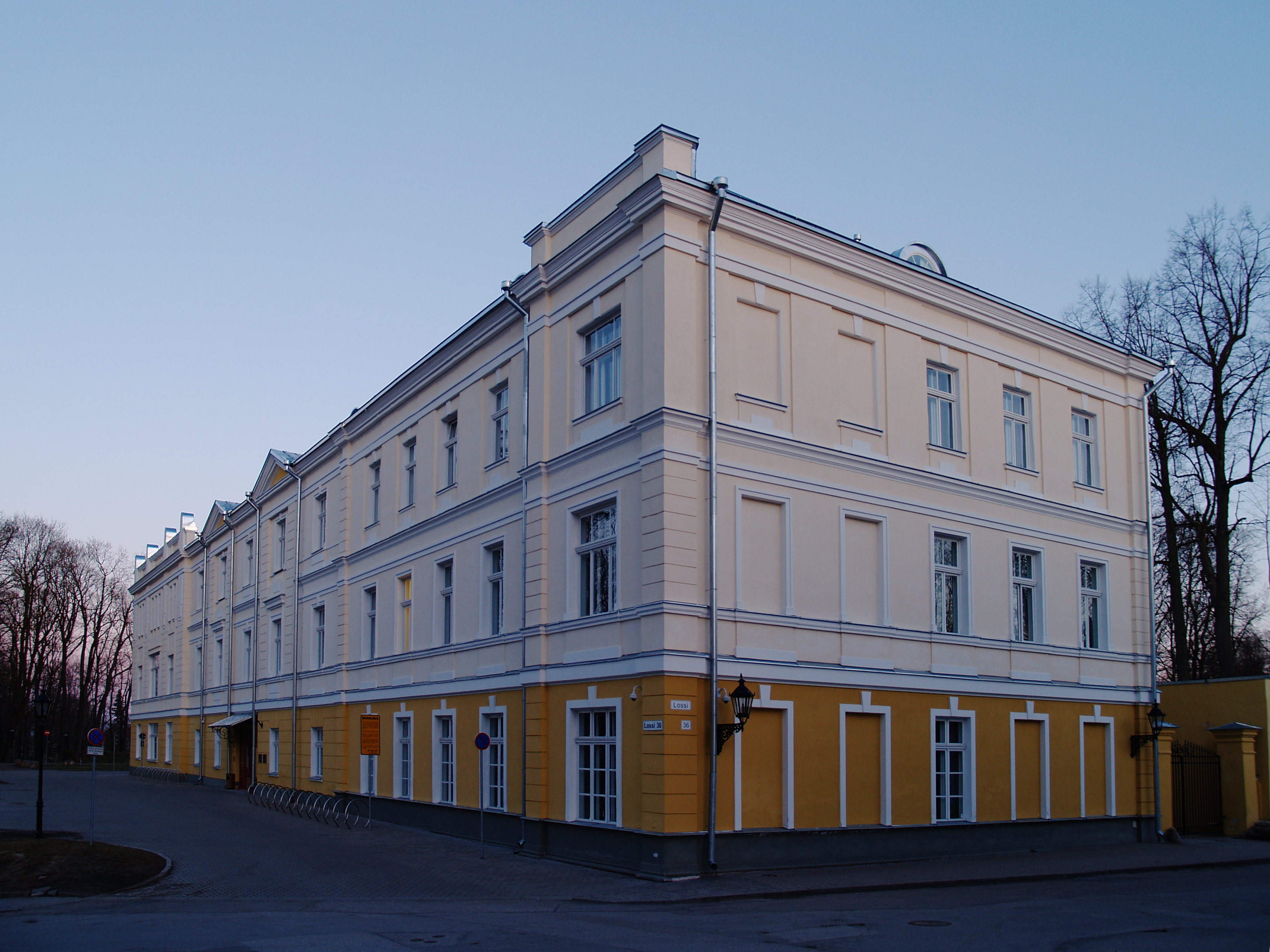
Facultatea de Științe Sociale
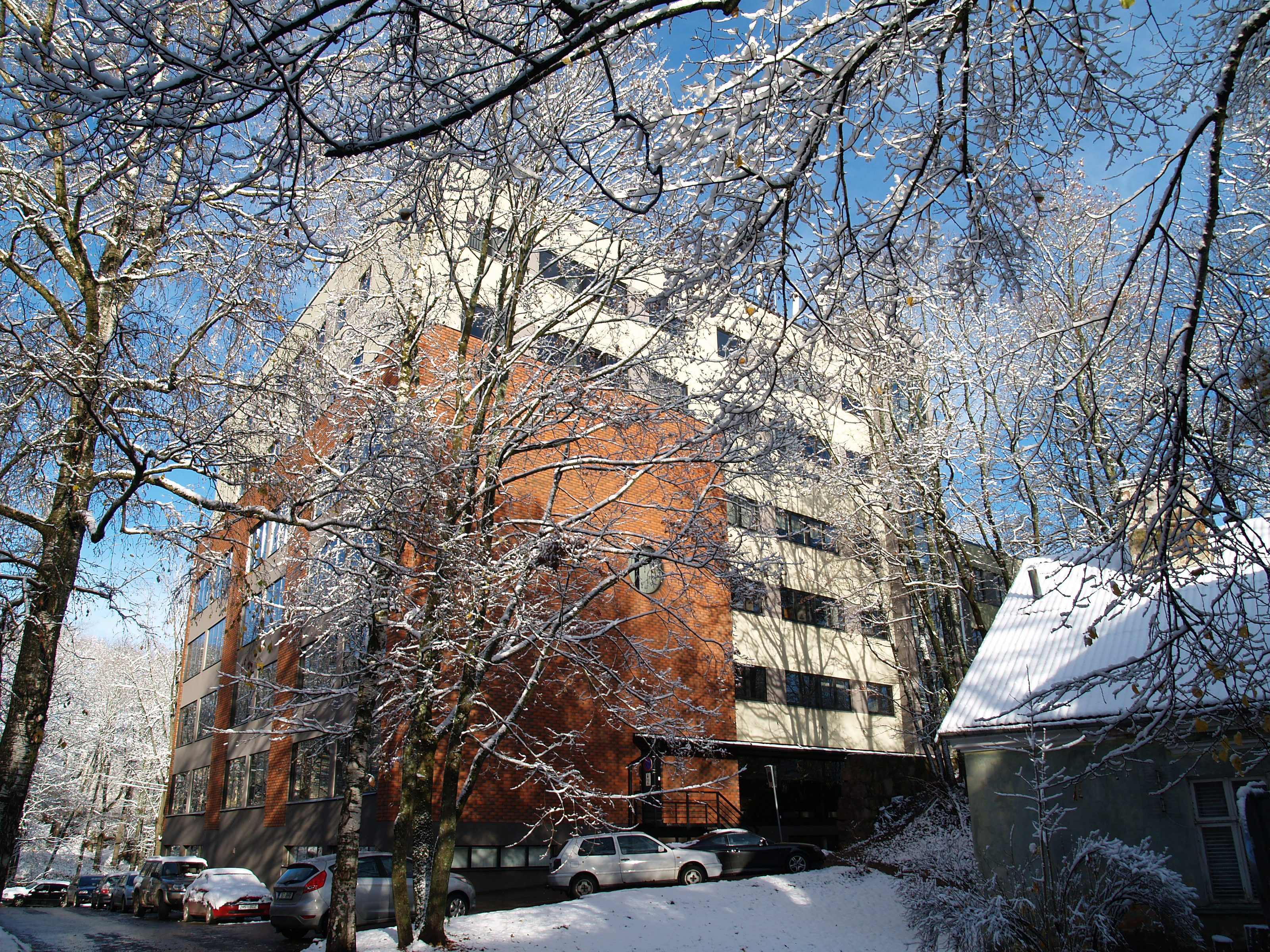
Institutul de Matematică și Statistică
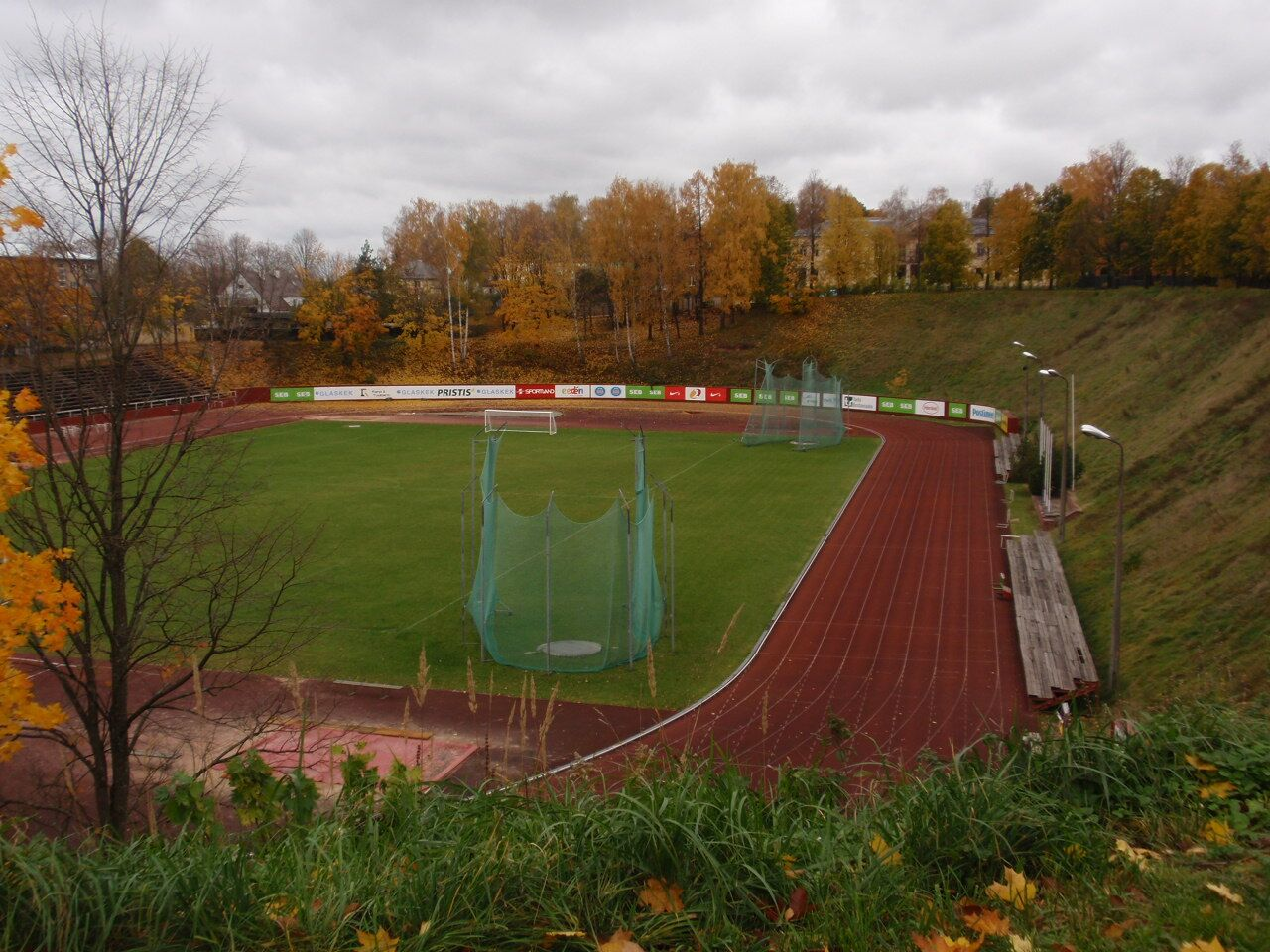
Școala și domeniul universitar
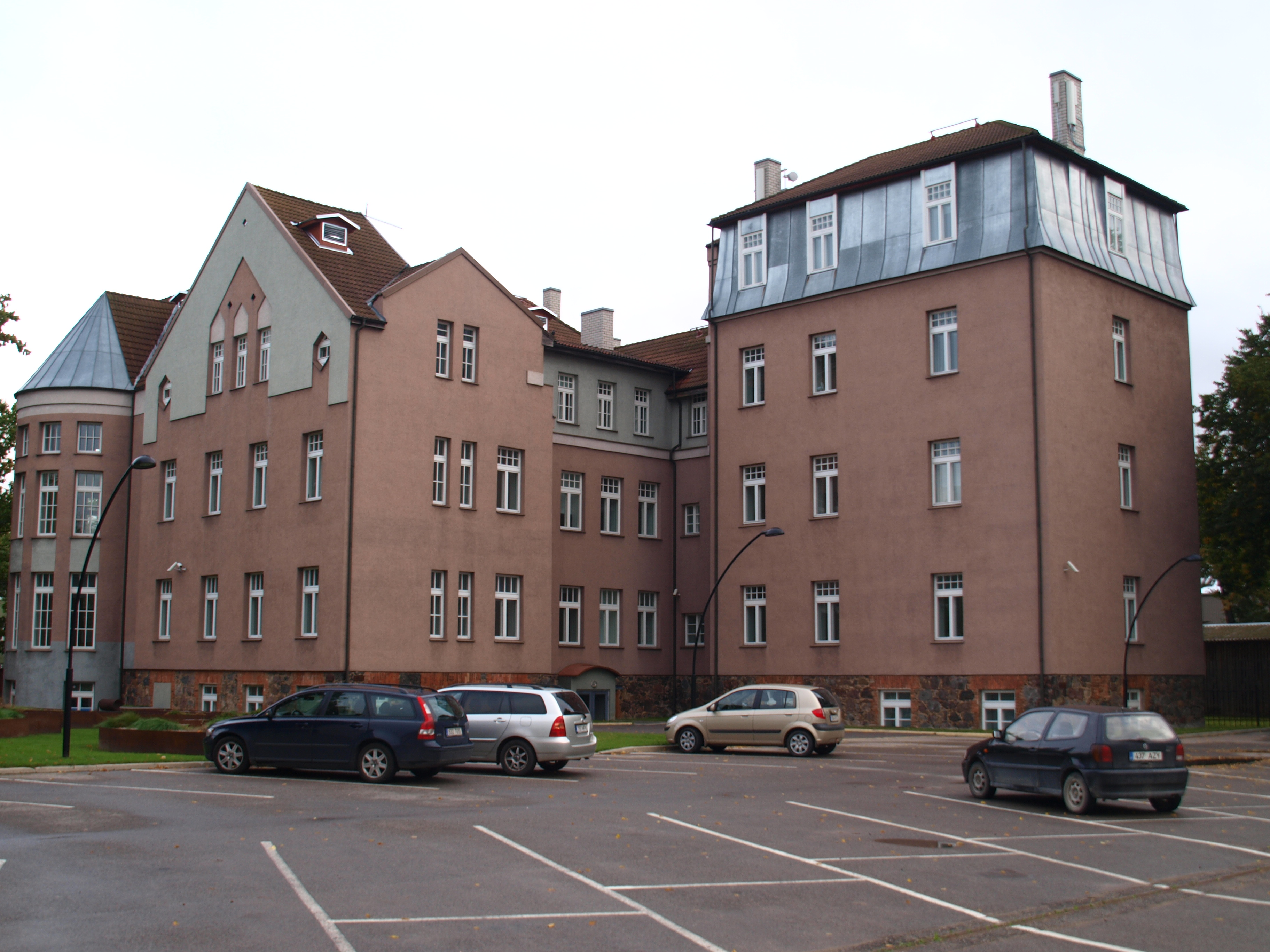
Facultatea de drept
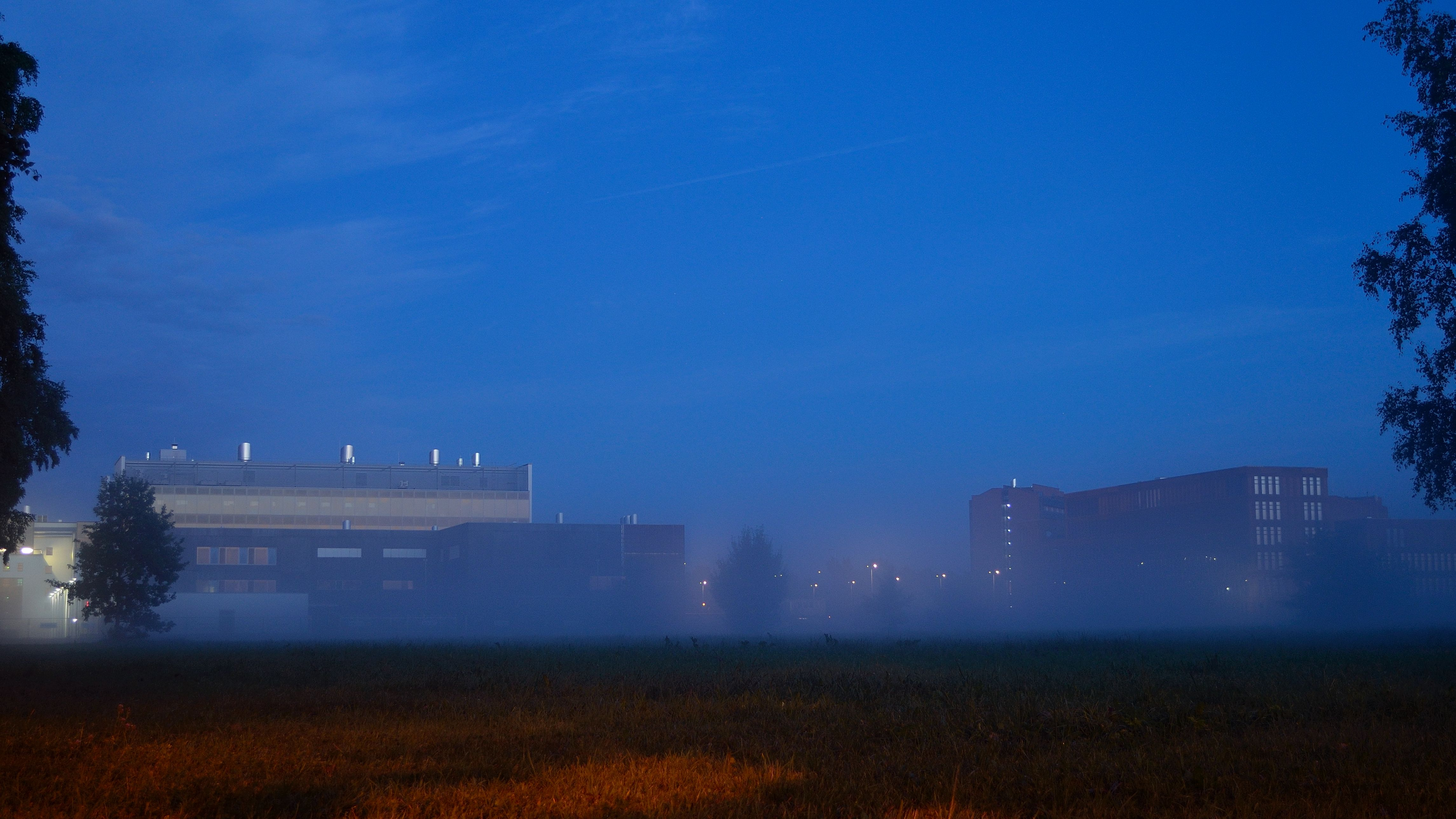
Universitatea de chimie și fizică

## Cooperare internațională
În programul Erasmus pentru schimburi de studenți, Universitatea din Tartu cooperează cu peste 200 de universități din 26 de țări. În 2007/2008, la UT erau aproximativ 175 de studenți Erasmus. Marea majoritate provine din Finlanda, Germania, Italia, Franța și Spania.
Universitatea a obținut, de asemenea, recenzii bune de la studenții străini și a primit premiul International Student Satisfaction Award pe baza feedback-ului studenților.
Universitatea din Tartu participă, de asemenea, la Grupul Coimbra, la Rețeaua Utrecht și la cultura Atomium. El a semnat acorduri bilaterale de cooperare cu aproximativ 70 de universități.